# Saltos ornamentais no Campeonato Mundial de Esportes Aquáticos de 2015 - Trampolim 1 m individual feminino
A prova de trampolim 1 m individual feminino dos saltos ornamentais no Campeonato Mundial de Esportes Aquáticos de 2015 foi realizada entre os dias 26 de julho e 28 de julho em Cazã na Rússia.

## Calendário
| Fase       | Data        |
| ---------- | ----------- |
| Preliminar | 26 de julho |
| Final      | 28 de julho |

## Medalhistas
| Ouro                 | Prata             | Bronze      |
| Tania Cagnotto (ITA) | Shi Tingmao (CHN) | He Zi (CHN) |

## Resultados
| Pos.              | Saltadora          | Nacionalidade  | Preliminar | Preliminar | Final  | Final |
| Pos.              | Saltadora          | Nacionalidade  | Pontos     | Pos.       | Pontos | Pos.  |
| ----------------- | ------------------ | -------------- | ---------- | ---------- | ------ | ----- |
| Medalha de ouro   | Tania Cagnotto     | Itália         | 291.25     | 2          | 310.85 | 1     |
| Medalha de prata  | Shi Tingmao        | China          | 307.35     | 1          | 309.20 | 2     |
| Medalha de bronze | He Zi              | China          | 285.40     | 3          | 300.30 | 3     |
| 4                 | Olena Fedorova     | Ucrânia        | 257.55     | 7          | 286.95 | 4     |
| 5                 | Esther Qin         | Austrália      | 261.60     | 6          | 280.50 | 5     |
| 6                 | Nadezhda Bazhina   | Rússia         | 252.05     | 8          | 273.45 | 6     |
| 7                 | Nora Subschinski   | Alemanha       | 248.10     | 10         | 265.25 | 7     |
| 8                 | Kim Su-ji          | Coreia do Sul  | 247.10     | 11         | 258.50 | 8     |
| 9                 | Maria Polyakova    | Rússia         | 275.15     | 5          | 255.20 | 9     |
| 10                | Inge Jansen        | Países Baixos  | 248.50     | 9          | 244.10 | 10    |
| 11                | Dolores Hernández  | México         | 242.75     | 12         | 241.90 | 11    |
| 12                | Maddison Keeney    | Austrália      | 283.40     | 4          | 226.05 | 12    |
| 13                | Kim Na-mi          | Coreia do Sul  | 241.10     | 13         |        |       |
| 14                | Diana Pineda       | Colômbia       | 241.05     | 14         |        |       |
| 15                | Daniella Nero      | Suécia         | 239.95     | 15         |        |       |
| 16                | Alena Khamulkina   | Bielorrússia   | 237.90     | 16         |        |       |
| 17                | Samantha Pickens   | Estados Unidos | 237.90     | 17         |        |       |
| 18                | Hanna Pysmenska    | Ucrânia        | 237.70     | 18         |        |       |
| 19                | Arantxa Chávez     | México         | 236.95     | 19         |        |       |
| 20                | Iira Laatunen      | Finlândia      | 229.65     | 20         |        |       |
| 21                | Julia Vincent      | África do Sul  | 229.15     | 21         |        |       |
| 22                | Micaela Bouter     | África do Sul  | 227.50     | 22         |        |       |
| 23                | Taina Karvonen     | Finlândia      | 227.30     | 23         |        |       |
| 24                | Elizabeth Cui      | Nova Zelândia  | 227.05     | 24         |        |       |
| 25                | Juliana Veloso     | Brasil         | 226.90     | 25         |        |       |
| 26                | Uschi Freitag      | Países Baixos  | 215.75     | 26         |        |       |
| 27                | Jessica Favre      | Suíça          | 213.65     | 27         |        |       |
| 28                | Louisa Stawczynski | Alemanha       | 212.95     | 28         |        |       |
| 29                | Elena Bertocchi    | Itália         | 208.40     | 29         |        |       |
| 30                | Rocío Velázquez    | Espanha        | 204.00     | 30         |        |       |
| 31                | Maha Abdelsalam    | Egito          | 203.45     | 31         |        |       |
| 32                | Habiba Ashraf      | Egito          | 201.65     | 32         |        |       |
| 33                | María Betancourt   | Venezuela      | 201.65     | 33         |        |       |
| 34                | Indrė Girdauskaitė | Lituânia       | 197.50     | 34         |        |       |
| 35                | Maja Borić         | Croácia        | 195.60     | 35         |        |       |
| 36                | Marcela Marić      | Croácia        | 183.30     | 36         |        |       |
| 37                | Luana Lira         | Brasil         | 180.35     | 37         |        |       |